# Calderó (tipografia)
|  | Per a altres significats, vegeu «Calderó (desambiguació)». |

El calderó o peu de mosca quan és arrodonit és un signe tipogràfic (¶) utilitzat en l'antiguitat per a marcar els diferents paràgrafs. Es dit també antígraf i, popularment, signe de paràgraf.
No és un símbol alfabètic i varia segons el tipus de lletra, però la forma mostrada aquí és la més típica. Generalment es dibuixa com una lletra P majúscula invertida especularment (mirant cap a l'esquerra), però també es pot dibuixar engrandint la secció rodona cap avall, semblant aleshores a una D invertida.
En ASCII: Alt+20

## Història i etimologia

Possible origen i evolució del calderó

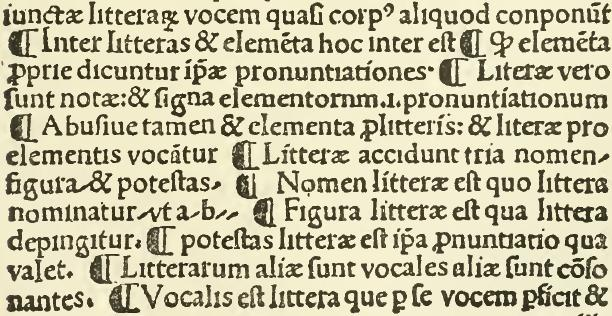
Calderons en una pàgina de Berardo Villanova impresa per Nicolau Spindeler a València el 1500

La primera manera de dividir frases en grups en grec antic va ser els paràgrafs originals, que eren una línia horitzontal al marge a l'esquerra del text principal. A mesura que els paràgrafs es van anar popularitzant, la línia horitzontal es va convertir en la lletra grega Gamma (Γ i γ) i més tard en litterae notabiliores, que eren lletres engrandides al començament d'un paràgraf. Aquesta notació aviat va canviar a la lletra K, una sigla de la paraula llatina kaput, que es tradueix com a "cap", és a dir, marca el cap d'una nova tesi. Finalment, per marcar una nova secció, es va utilitzar la paraula llatina capitulum, que es tradueix com a "cap petit", i la lletra C va arribar a marcar una nova secció el 300 aC.
Vora l'any 1100, el símbol C havia substituït completament a K com a símbol d'un nou capítol. Els rubricadors eventualment van afegir una o dues barres verticals a la C per estilitzar-la (com ⸿); el símbol es va omplir amb tinta fosca fins a assemblar-se al modern signe (¶).
Fou creat a l'Edat Mitjana per a separar les idees en un text, abans d'adoptar la pràctica habitual de separar paràgrafs independents.
Ja el 1930, Eric Gill el va usar per a separar paràgrafs i designar-ne uns de nous en un text llarg, en el seu llibre An Essay on Typography.

## Usos actuals
Actualment s'utilitza en textos impresos per a assenyalar alguna observació sobre l'escrit. Així mateix és el símbol que representa la funció «mostra-ho tot» en els tractaments de text més habituals (Microsoft Word, LibreOffice Writer, etc.). Aquesta funció mostra en pantalla marques de paràgraf i altres símbols de manera amagada.
En Unicode, el caràcter és anomenat signe antígraf, i el seu codi és l'O+00B6. Segons la font, aquest caràcter pot tenir diverses aparences.
L'antígraf pot ser afegit com sempre visible i imprimible en Windows amb les tecles Alt + 20: ¶ i en format cursiva Alt + 0182; i en Macintosh, amb la combinació Option + J. En X Window System, present en sistemes Unix i GNU/Linux, es pot introduir directament amb la combinació Alt Gr + R o amb Shift + Alt Gr + R en la major part de les distribucions de teclat.

## Signes de paràgraf en altres llengües
En xinès, el signe de paràgraf tradicional és "〇", gairebé igual que el cercle en sans serif, el mateix que s'usa, alternativament, com a «zero» xinès. Com una marca de paràgraf, aquest signe sols apareix en els llibres molt antics.
Al Brasil el signe de paràgraf (parágrafo) és §, i s'utilitza molt en els textos legals.